# Landa socken, Halland
För socknen med detta namn i Västergötland, se Landa socken.
Landa socken i Halland ingick i Fjäre härad, ingår sedan 1974 i Kungsbacka kommun och motsvarar från 2016 Landa distrikt.
Socknens areal är 16,85 kvadratkilometer, varav 16,75 land.> År 2000 fanns här 800 invånare. Norra delen av tätorten Frillesås benämnd Vallersvik, sydöstra änden av Åsa samt kyrkbyn Landa med sockenkyrkan Landa kyrka ligger i socknen.

## Administrativ historik
Landa socken har medeltida ursprung.
Vid kommunreformen 1862 övergick socknens ansvar för de kyrkliga frågorna till Landa församling och för de borgerliga frågorna till Landa landskommun.  Landskommunen uppgick 1952 i Löftadalens landskommun som sedan 1974 uppgick i Kungsbacka kommun.
1 januari 2016 inrättades distriktet Landa, med samma omfattning som församlingen hade 1999/2000.  
Socknen har tillhört fögderier och domsagor enligt Fjäre härad. De indelta båtsmännen tillhörde Norra Hallands första båtsmanskompani.

## Geografi
Landa socken ligger söder om Kungsbacka vid Kattegattkusten med E6:an i öster. Socknen består av en kustslätt omgiven av kala berg.
Bukten närmast kusten vid Kattegatt kallas Landabukten

## Fornlämningar
Från stenåldern finns boplatser och två hällkistor. Från bronsåldern finns gravrösen och från järnåldern stensättningar, gravfält och en fornborg.

## Namnet
Namnet (1455 Landä) kommer från kyrkbyn. namnet innehåller land syftande på områden vid kyrkan.

## Befolkningsutveckling
| Befolkningsutvecklingen i Landa socken, Halland 1750–1990                                               | Befolkningsutvecklingen i Landa socken, Halland 1750–1990 | Befolkningsutvecklingen i Landa socken, Halland 1750–1990 | Befolkningsutvecklingen i Landa socken, Halland 1750–1990 | Befolkningsutvecklingen i Landa socken, Halland 1750–1990 |
| --- | --------------------------------------------------------- | --------------------------------------------------------- | --------------------------------------------------------- | --------------------------------------------------------- |
| |                                                           |                                                           |                                                           |                                                           |
| År |                                                           |                                                           | Folkmängd                                                 |                                                           |
| 1750 | 1750                                                      |                                                           | 327                                                       |                                                           |
| 1760 | 1760                                                      |                                                           | 365                                                       |                                                           |
| 1769 | 1769                                                      |                                                           | 391                                                       |                                                           |
| 1780 | 1780                                                      |                                                           | 431                                                       |                                                           |
| 1790 | 1790                                                      |                                                           | 424                                                       |                                                           |
| 1800 | 1800                                                      |                                                           | 510                                                       |                                                           |
| 1810 | 1810                                                      |                                                           | 551                                                       |                                                           |
| 1820 | 1820                                                      |                                                           | 638                                                       |                                                           |
| 1830 | 1830                                                      |                                                           | 771                                                       |                                                           |
| 1840 | 1840                                                      |                                                           | 763                                                       |                                                           |
| 1850 | 1850                                                      |                                                           | 827                                                       |                                                           |
| 1860 | 1860                                                      |                                                           | 883                                                       |                                                           |
| 1870 | 1870                                                      |                                                           | 806                                                       |                                                           |
| 1880 | 1880                                                      |                                                           | 800                                                       |                                                           |
| 1890 | 1890                                                      |                                                           | 744                                                       |                                                           |
| 1900 | 1900                                                      |                                                           | 683                                                       |                                                           |
| 1910 | 1910                                                      |                                                           | 561                                                       |                                                           |
| 1920 | 1920                                                      |                                                           | 522                                                       |                                                           |
| 1930 | 1930                                                      |                                                           | 467                                                       |                                                           |
| 1940 | 1940                                                      |                                                           | 393                                                       |                                                           |
| 1950 | 1950                                                      |                                                           | 352                                                       |                                                           |
| 1960 | 1960                                                      |                                                           | 361                                                       |                                                           |
| 1970 | 1970                                                      |                                                           | 304                                                       |                                                           |
| 1980 | 1980                                                      |                                                           | 440                                                       |                                                           |
| 1990 | 1990                                                      |                                                           | 603                                                       |                                                           |
| Anm: Källor: Umeå universitet - Tabellverket 1749-1859, Demografiska databasen, CEDAR, Umeå universitet |                                                           |                                                           |                                                           |                                                           |